# Chloroclystis encteta
Chloroclystis encteta är en fjärilsart som beskrevs av Louis Beethoven Prout 1934. Chloroclystis encteta ingår i släktet Chloroclystis och familjen mätare. Inga underarter finns listade i Catalogue of Life.